# Ruan Lufei
Ruan Lufei (阮露斐; Ruǎn Lùfěi), född 2 oktober 1987 i Nanjing, i provinsen Jiangsu i östra Kina, är en kinesisk schackspelare och stormästare för damer (WGM).
Ruan tävlade i Världsmästerskapet i schack för damer 2010 och nådde finalen, där hon förlorade mot landsmanninan Hou Yifan.

## Schackkarriär
2007 var Ruan medlem i det kinesiska lag som vann det första Världsmästerskapet i schack för damlag, tillsammans med Huang Qian, Hou Yifan, Zhao Xue och Shen Yang i Jekaterinburg I Ryssland. Hon spelade vid bord 3 och nådde resultatet 85,7 vinstprocent via 5 vinster, 2 remier och ingen förlust. Förutom guldmedaljen som laget erövrade fick därmed Ruan också en silver- och en bronsmedalj för sitt individuella resultat, vid bord 3 och totalt. Det blev hennes enda deltagande i världsmästerskapen för damlag.
I Världsmästerskapet för damer 2008 nådde Ruan tredje ronden. Där slogs hon ut av Pia Cramling med matchpoängen ½-1½.
I World Mind Sports Games 2008 i Beijing var Ruan medlem i det kinesiska damlaget, som tog guld.
I Världsmästerskapet för damer 2010 nådde hon final, efter att ha behövt spela tie break i varenda rond av knock out-turneringen. Bland annat slog hon ut regerande världsmästarinnan Alexandra Kosteniuk. I semifinalen ställdes hon mot landslagskollegan Zhao Xue och vann med 2½-1½ i matchpoäng., efter tre remier och sedan vinst i det ena snabbschackpartiet. I finalen mötte hon Hou Yifan. Denna var klar favorit, särskilt som Ruan haft en ansträngande väg till final, medan Hou Yifan hade haft en jämförelsevis enkel resa. Som svart höll Ruan remi i första partiet, men förlorade sedan andra partiet som vit. Ruan spelade sedan åter remi som svart och lyckades vinna det fjärde och avslutande klassiska partiet som vit. Finalen gick därför till tie break med snabbschack. Där upprepades  mönstret: Ruan fick remi i första partiet, förlorade det andra, fick remi i det tredje och måste vinna det fjärde snabbschackpartiet där hon hade de svarta pjäserna. Här lyckades hon inte upprepa upphämtningen från tidigare matcher och från de klassiska partierna mot Hou, utan Hou Yifan vann det avslutande snabbschackpartiet som vit och blev ny världsmästare, den yngsta någonsin. Ruan fick emellertid sin återstående stormästarnorm för damer utifrån resultatet i världsmästerskapet. 
2012 beslutade Ruan Lufei att dra sig tillbaka från schacket och satsa på sin akademiska karriär.
Ruan Lufei spelar fortfarande schack på klubbnivå. Hon spelar för Jiangsus schackklubb i den kinesiska ligan (CCL).